# حمض البنتاديكانويك
حمض البنتاديكانويك هو حمض كربوكسيلي له الصيغة الكيميائية C15H30O2، والتي يمكن كتابتها على الشكل CH3(CH2)13COOH. ويكون على شكل صلب بلوري أبيض اللون. ينتمي حمض البنتاديكانويك إلى الأحماض الدهنية المشبعة، وتسمى أملاح واسترات هذا الحمض بنتاديكانوات.

## الوفرة الطبيعية
لا يتوفر حمض البنتاديكانويك في الطبيعة بشكل كبير، فهو يوجد بنسب ضئيلة نسبياً في دهن حليب الأبقار (حوالي 1.2%). كما يوجد في الدهن المهدرج.
يؤلف حمض البنتاديكانويك حوالي 3.6% من الدهن الموجود في بعض أنواع فاكهة دوريان (دوريان نفاذ). كما يوجد في دهن لحوم البقر والغنم، كما يوجد بنسب ضئيلة في مكونات دهن القد الأطلسي والأنقليس الأوروبي.

## الخواص
يوجد حمض البنتاديكانويك في الشروط القياسية على شكل صلب غير منحل عملياً في الماء (12 مغ/ل)، لكنه يذوب في المذيبات العضوية مثل الإيثانول والأسيتون.

## الاستخدامات
من المقترحات استخدام حمض البنتاديكانويك كمادة قياسية موسومة لتتبع ومعرفة مقدار تناول دهن الحليب. كما يستخدم في إنتاج الصابون ومستحضرات التجميل.